# Copa Governador do Estado da Bahia
A Copa Governador do Estado da Bahia é uma competição de futebol masculino realizada na Bahia entre 2009 e 2016, com a organização da Federação Bahiana de Futebol (FBF). Tinha como objetivo premiar o campeão com a participação na Série D do Campeonato Brasileiro do ano seguinte. Em geral, participavam do certame clubes da divisão principal e da segunda divisão do Campeonato Baiano. O ECPP Vitória da Conquista é clube que mais venceu a competição, reunindo cinco títulos.
A competição tem importância para o futebol baiano, na medida em que preenche o calendário de clubes que não disputam as primeiras divisões do Campeonato Brasileiro de Futebol ou não avançam muito na Copa do Brasil de Futebol, com consequência para as relações de trabalho de futebolistas e outros profissionais e estímulos a economias de municípios do interior.
A volta da competição foi tentada desde 2019, mas uma nova edição está em organização para o segundo semestre de 2022.
Na edição de 2012 o campeão garantiu uma vaga na Copa do Brasil de 2013.[carece de fontes?] Anteriormente nesse mesmo modelo era realizada a Taça Estado da Bahia.[carece de fontes?] Bahia e Vitória tendiam a utilizar jogadores das divisões de base na disputa do campeonato devido ao calendário cheio de suas equipes profissionais.[carece de fontes?]
A edição de 2025 foi planejada pela FBF para estender o calendário de jogos e dar acesso a uma vaga na Copa do Brasil de Futebol de 2026, mas foi cancelada por falta de clubes suficientes para disputá-la.

## Títulos

### Títulos por cidade
| Cidade               | Títulos | Vices | Terceiro | Quarto |
| -------------------- | ------- | ----- | -------- | ------ |
| Vitória da Conquista | 5       | 2     | 1        | 1      |
| Feira de Santana     | 3       | 0     | 3        | 2      |
| Alagoinhas           | 0       | 2     | 1        | 0      |
| Riachão do Jacuípe   | 0       | 2     | 0        | 2      |
| Juazeiro             | 0       | 1     | 0        | 0      |
| Jacobina             | 0       | 1     | 0        | 0      |
| Salvador             | 0       | 0     | 3        | 1      |
| Itabuna              | 0       | 0     | 0        | 1      |
| Catu                 | 0       | 0     | 0        | 1      |